# Administrativhaft (Schweiz)
In der Schweiz wird eine Administrativhaft (auch ausländerrechtliche Administrativhaft) von den kantonalen Migrationsbehörden angeordnet. Nach 96 Stunden muss eine mündliche Verhandlung vor dem Haftrichter stattfinden, der die Zulässigkeit der Haft prüft. Die Administrativhaft umfasst vier verschiedene Formen des Freiheitsentzugs: die Vorbereitungs-, Ausschaffungs- und Durchsetzungshaft sowie die Dublin-Haft. Diese Haftarten können nur gegen Personen angewandt werden, die keine Kurzaufenthalts-, Aufenthalts- oder Niederlassungsbewilligung haben. Der aus diesen Gründen angeordnete Freiheitsentzug hat keinerlei Strafcharakter. Die Administrativhaft dient ausschliesslich dazu, Ausweisungen oder strafrechtliche Landesverweisungen (Art. 66a f. StGB) sicherzustellen.

## Allgemeine Grundsätze
Die Administrativhaft wird von einer kantonalen Verwaltungsbehörde, nicht von einem Gericht angeordnet. Die Haftdauer von Vorbereitungs-, Ausschaffungs- und Durchsetzungshaft darf zusammengenommen nicht 6 Monate überschreiten. Mit einer richterlichen Anordnung darf die Haft für Volljährige auf maximal 18 Monate verlängert werden, für Minderjährige von 15 bis 18 Jahren auf höchstens 12 Monate (Art. 79 AIG). Eine solche Verlängerung ist nur gestattet, wenn der Inhaftierte nicht kooperativ ist oder sich die Übermittlung der für die Ausreise erforderlichen Unterlagen durch einen Drittstaat (ein Staat, der nicht Teil des Schengener Abkommens ist) verzögert.
Die Zulässigkeit einer Vorbereitungs-, Ausschaffungs- oder Durchsetzungshaft wird systematisch durch die Gerichte geprüft. Nach spätestens 96 Stunden Haft muss eine mündliche Verhandlung vor dem Haftrichter stattfinden (Art. 80 AIG). Die mündliche Verhandlung gewährt dem Betroffenen rechtliches Gehör und ermöglicht es dem Haftrichter, einen persönlichen Eindruck von dem Betroffenen zu erhalten und die Glaubwürdigkeit seiner Ansprüche zu prüfen. Daher ist zwingend ein mündliches, kontradiktorisches Verfahren vorgesehen. Anders als im Strafprozess gibt es somit weder Anklage noch Anhörung; zwei Parteien (Vertreter der Migrationsbehörde sowie der Betroffene, der einen Rechtsbeistand verlangen kann) treten vor Gericht auf. Weil es innert 96 Stunden schwierig sein kann, den gesamten Sachverhalt zu ermitteln, darf der Richter die Haft vorerst und für höchstens zwei Wochen bewilligen. Die Inhaftierten haben Anspruch auf unentgeltliche Rechtspflege und unentgeltlichen Rechtsbeistand. Dieses Recht gilt nach der Rechtsprechung erst dann vorbehaltlos, wenn die Haft um mindestens drei Monate verlängert wird. Bei der erstmaligen Haftprüfung muss dem Häftling nur dann ein Rechtsbeistand unentgeltlich zur Seite gestellt werden, wenn besondere Schwierigkeiten rechtlicher oder tatsächlicher Natur bestehen.

## Haftarten

### Vorbereitungshaft
Eine Vorbereitungshaft kann angeordnet werden, wenn die Aus- oder Wegweisung eines Ausländers droht (Art. 75 AIG). Sie wird nicht angeordnet, wenn eine Landesverweisung schon verfügt wurde – dazu dient die Ausschaffungshaft. Die Vorbereitungshaft soll vielmehr als vorsorgliche Massnahme den Vollzug einer etwaigen Ausweisung sicherstellen. Art. 75 Abs. 1 AIG zählt abschliessend die Haftgründe auf, die für die Anordnung einer Vorbereitungshaft vorliegen müssen:
- Grobe Verletzung von Mitwirkungspflichten: Dieser Haftgrund bedingt, dass der Ausländer nicht mit den Behörden kooperiert. Art. 75 Abs. 1 lit. a AIG zählt die Varianten abschliessend auf.
- Verletzung behördlicher Anordnungen: Darunter fällt zum einen die Missachtung einer behördlichen Auflage im Sinne von Art. 74 Abs. 1 lit. a (Art. 75 Abs. 1 lit. b): Dem Betroffenen wurde etwa ein Rayonverbot auferlegt, das er verletzt. Zum anderen verletzt eine Person behördliche Anordnungen, wenn sie sich über ein Einreiseverbot hinwegsetzt und Schweizer Hoheitsgebiet betritt (Art. 75 Abs. 1 lit. c).
- Missbräuchliche Asylgesuche: Ein Asylgesuch ist nur dann missbräuchlich, wenn es gestellt wird, nachdem die Aufenthaltsbewilligung der Person widerrufen worden ist, sofern der Widerruf aufgrund einer Verletzung oder Gefährdung der öffentlichen Sicherheit und Ordnung oder wegen Gefährdung der inneren oder der äusseren Sicherheit erfolgte. Missbräuchlich ist das Asylgesuch auch, wenn es nach einem längeren rechtswidrigen Aufenthalt zum Zweck gestellt wird, eine drohende Ausweisung zu vermeiden.[9]
- Strafrechtliche Verfolgung: Schliesslich kann die Vorbereitungshaft angeordnet werden, wenn der Ausländer andere Menschen an Leib und Leben bedroht und deswegen strafrechtlich verfolgt wird, ein Verbrechen begangen hat oder eine Gefahr für die innere oder äussere Sicherheit der Schweiz darstellt. Die Person muss entweder rechtskräftig verurteilt sein oder strafrechtlich verfolgt werden – das Untersuchungsverfahren muss eröffnet sein. Ein blosser Tatverdacht ist nicht hinreichend. Anknüpfungsdelikte sind nach dem Gesetzeswortlaut nur Delikte gegen die Unversehrtheit der Person, also nebst Delikten gegen Leib und Leben (Art. 111 ff. StGB) auch solche gegen die Freiheit (Art. 180 ff. StGB) und gegen die sexuelle Integrität (Art. 187 ff. StGB). Delikte gegen das Vermögen scheiden als Haftgründe genauso aus wie Delikte gegen die Allgemeinheit. Nach der Rechtsprechung sind auch wiederholter Kokain- oder Heroinhandel mit Kleinstmengen haftbegründend.[10]

Die Höchstdauer der Vorbereitungshaft beträgt sechs Monate (Art. 75 Abs. 1 AIG); eine Verlängerung ist ausgeschlossen. Nach Ablauf der Frist muss der Insasse entlassen werden. In aller Regel ist eine Haftdauer von sechs Monaten jedoch unverhältnismässig und damit rechtswidrig. Art. 75 Abs. 2 AIG verlangt, dass Aufenthaltsgesuche unverzüglich und prioritär zu prüfen sind. Die Behörde darf nicht davon ausgehen, dass ihr die maximale Haftzeit zur Verfügung steht. Nur ausnahmsweise dürfte deren Ausschöpfung zulässig sein.
Die Vorbereitungshaft darf nur angeordnet werden, wenn die Entscheidung über den Aufenthalt voraussichtlich negativ ausfallen wird. Wird ersichtlich, dass eine Ausweisung nicht erfolgen wird – etwa weil sie unmöglich oder unzumutbar ist –, muss die Vorbereitungshaft aufgehoben werden.

### Ausschaffungshaft
Die Ausschaffungshaft darf angeordnet werden, wenn gegen einen Ausländer eine Ausweisungsentscheidung vorliegt, deren Vollzug absehbar ist und ein Haftgrund nach Art. 76 Abs. 1 AIG vorliegt. Anders als bei der Vorbereitungshaft ist Ausschaffungshaft bei Ausländern möglich, die über eine Aufenthaltsberechtigung verfügen, sofern gegen sie eine Landesverweisung angeordnet wurde. Als Haftgründe gelten die schon in Art. 75 Abs. 1 lit.  a, b, c, f, g, h und i genannten. Darüber hinaus stellt eine schon bestehende Vorbereitungshaft einen Haftgrund dar. Wird also gegen eine Person, die sich in Vorbereitungshaft befindet, eine Landesverweisung ausgesprochen, kann die Vorbereitungs- in eine Ausschaffungshaft überführt werden. Der in der Praxis häufigste Haftgrund ist ein drohendes Untertauchen des Ausländers.

### Durchsetzungshaft
Die Durchsetzungshaft (Art. 78 AIG) ist eine Form der Beugehaft, mit der ein renitenter Ausreisepflichtiger zur freiwilligen Ausreise bewegt werden soll, und dient dazu, den Widerstand des Betroffenen zu brechen. Sie darf nur angeordnet werden, wenn die Rückführung ohne die Kooperation des Ausländers nicht möglich ist – sei es, weil der Ausreisepflichtige seine Zustimmung für die Rückführung geben muss, sei es, weil die Mithilfe des Ausländers für die Beschaffung der Reisedokumente nötig ist. Die Durchsetzungshaft ist ultima ratio und subsidiär zur Ausschaffungshaft.

### Dublin-Haft
Die Schweiz ist 2008 dem 12. Dezember 2008 Teil des Dublin-Systems. Im Dublin-Verfahren wird ermittelt, welcher Mitgliedstaat des Dublin-Raums für die Prüfung eines Asylgesuchs zuständig ist. Steht die Zuständigkeit einmal fest, wird der Antrag auf internationalen Schutz des Drittstaatenangehörigen gestützt auf nationales Recht geprüft. Die Schweiz übernahm 2014 die Dublin-III-Verordnung, die die rechtliche Grundlage für das System Dublin darstellt.
Die Dublin-Haft ist eine spezielle Ausschaffungshaft für Ausländer, die sich in einem Dublin-Verfahren befinden. Zweck dieser Haft ist es, die Person, für deren Gesuch um internationalen Schutz ein anderer Staat zuständig ist, in diesen Staat zu überstellen. Grundlage für die Dublin-Haft bildet Art. 28 Dublin-III-Verordnung sowie im nationalen Recht die Art. 76a, 80a sowie 81 Abs. 4 lit. b AIG. Diese Bestimmungen müssen von den Schweizer Behörden im Sinne des Unionsrechts ausgelegt werden. Wenn eine solche Auslegung nicht möglich ist, geht Art. 28 Dublin-III-Verordnung dem nationalen Recht vor.
Wird ein Dublin-Verfahren eingeleitet, kommen die Vorbereitungs-, Ausschaffungs- und Durchsetzungshaft nicht infrage. Die Voraussetzungen für die Anordnung einer Dublin-Haft sind höher als bei den anderen Haftarten. Sie ist nur zulässig, wenn eine erhebliche Gefahr des Untertauchens besteht. Art. 76a Abs. 2 lit. a–i AIG legen abschliessend fest, welche  Anzeichen den Rückschluss auf eine Gefahr des Untertauchens zulassen sollen.

## Haftbedingungen
Das Bundesgericht hält in ständiger Rechtsprechung bezüglich der Haftanstalten fest: «Die Haft ist in geeigneten Räumlichkeiten zu vollziehen, wobei die Zusammenlegung mit Personen in Untersuchungshaft oder im Strafvollzug vermieden werden soll. [...] Die Trennung von Ausländern in Vorbereitungs- und Ausschaffungshaft von andern Häftlingen soll äusserlich zeigen, dass die Haft nicht wegen des Verdachts einer Straftat angeordnet wurde, sondern einen rein administrativen Hintergrund hat. Diesem Gebot entsprechen am besten spezifisch auf die Bedürfnisse der ausländerrechtlichen Haft eingerichtete Gebäulichkeiten. Eine Trennung auf der Ebene der Zellen genügt den gesetzlichen Anforderungen nicht, wohl aber die Unterbringung in getrennten Abteilungen derselben Anstalt [...].» Im Jahr 2020 präzisierte das Gericht: «Die Zulässigkeit einer separaten Festhaltung in einem besonderen Trakt eines Regionalgefängnisses kann nur im Bereich weniger Stunden oder Tage liegen; im Übrigen hat die Festhaltung in speziell hierfür konzipierten Einrichtungen zu erfolgen [...].» Die Rechtsprechung wird nur von den wenigsten Kantonen berücksichtigt.
So sollte die Administrativhaft zu keinen erheblichen Einschränkungen der sozialen Kontakte der Insassen führen. Ausserdem darf das Besuchsrecht der Insassen nicht eingeschränkt werden. Bewilligungspflichten sind nur aus organisatorischen Gründen zulässig. Die Besuche dürfen weder überwacht noch aufgezeichnet werden. Berührungen zwischen Häftling und Besucher sollen möglich sein.

## Statistik
Im Jahr 2020 befanden sich am Stichtag 267 Ausländer, ein Jahr zuvor 295 in Administrativhaft. Das entspricht einem Anteil von rund 4,0 % aller Inhaftierungen in der Schweiz. Gemäss Schätzungen und Hochrechnungen fehlen heute in der Schweiz rund 250 bis 300 zusätzliche Ausschaffungshaftplätze, um alle rechtlich möglichen Wegweisungen sicherstellen zu können. Laut der Nationalen Kommission zur Verhütung von Folter wurden 2017 und 2018 schweizweit 37 Minderjährige zwischen 15 und 18 Jahren inhaftiert.